# Колпаков, Виктор Михайлович
Виктор Михайлович Колпаков (1 мая 1904 — 14 сентября 1972) — советский актёр театра и кино.

## Биография
Окончил ГИТИС, работал в театрах имени Гоголя, МГСПС и Театре-студии киноактёра. Яркий, фактурный артист, обладающий незаурядной внешностью, он использовался, в основном, в отрицательных ролях, но был органичен и в комедии, и в так называемой народной драме, и в костюмных постановках. В кино активно снимался в 1950—1960-е годы.
Мастер эпизодических ролей. Играл, преимущественно, представителей тех или иных профессий, а также бродяг или кулаков.
Колпакова ценил режиссёр Григорий Козинцев. Он занял актёра в заметных эпизодах в своих фильмах «Дон Кихот» и «Гамлет».
Умер в 1972 году. Похоронен на Ваганьковском кладбище (10 уч.).

## Фильмография
1. 1937 — Ленин в Октябре — эсер
2. 1954 — Школа мужества — кулак
3. 1955 — Мексиканец — бродяга
4. 1956 — Она вас любит! — моторист
5. 1956 — Дело № 306 — свидетель
6. 1956 — Ты молодец, Анита! — Антонио Умберто, начальник портовой полиции
7. 1957 — Коммунист — расстрига
8. 1957 — Дон Кихот — цирюльник
9. 1957 — Ночной патруль — сторож
10. 1960 — Бессонная ночь — пожилой жених
11. 1961 — Алые паруса — продавец игрушек
12. 1961 — Евдокия — фотограф
13. 1961 — Нахалёнок — Влас
14. 1961 — Любушка — Семён Андреевич, коновал
15. 1962 — Путь к причалу — старший механик
16. 1962 — Капитаны голубой лагуны —немец
17. 1963 — Сотрудник ЧК — хозяин постоялого двора
18. 1963 — Тишина — посетитель ресторана
19. 1963 — Улица космонавтов — Закурдаев, спекулянт
20. 1963 — Человек, который сомневается — свидетель
21. 1964 — Гамлет — могильщик
22. 1964 — Жили-были старик со старухой — фельдшер
23. 1964 — Русский лес — Титка
24. 1964 — Товарищ Арсений — диакон, приятель Лимонова
25. 1965 — Чёрный бизнес — валютчик Музыкин
26. 1965 — Дети Дон Кихота — служащий в зоопарке
27. 1965 — Сквозь ледяную мглу — Аалто, констебль
28. 1966 — Неуловимые мстители — старый конвоир
29. 1966 — Сказка о царе Салтане — Дьяк
30. 1966 — Душечка — Евлампий Силыч, режиссёр в театре
31. 1966 — Дикий мёд — Зубарев, солдат
32. 1967 — Вий — селянин (в титрах не указан)
33. 1967 — Операция «Трест» — дядя Вася
34. 1968 — Угрюм-река — поп
35. 1968 — Новые приключения неуловимых — офицер на карусели
36. 1969 — Старый знакомый
37. 1969 — Зигзаг удачи — пожилой грузчик, переносивший мебель из квартиры мужа Лидии Сергеевны
38. 1969 — Адъютант его превосходительства — дядя Егор
39. 1970 — Баллада о Беринге и его друзьях — эпизод
40. 1970 — Когда расходится туман — Тихоныч «Ондатра», браконьер
41. 1970 — Карусель — музыкант
42. 1971 — Случай с Полыниным
43. 1971 — 12 стульев — ведущий аукциона
44. 1971 — Достояние республики — плотник Букетов («Митрич»)
45. 1971 — Корона Российской империи, или Снова неуловимые — проводник в поезде
46. 1971 — Объяснение в любви к Г. Т. / Liebeserklärung an G.T. (ГДР) — старик
47. 1973 — Спелые вишни / Reife Kirschen (ГДР) — портье в отеле
48. 1973 — Чиполлино — мастер Виноградинка
49. 1973 — И на Тихом океане… — начальник тюрьмы